# Salix doii
Salix doii ist ein Strauch aus der Gattung der Weiden (Salix) mit meist 3 bis 4 Zentimeter langen Blattspreiten. Das natürliche Verbreitungsgebiet der Art liegt auf Taiwan.

## Beschreibung
Salix doii wächst als bis zu 3 Meter hoher Strauch. Die Zweige sind mehr oder weniger zottig behaart. Die Laubblätter haben einen 0,8 bis 1,5 Zentimeter langen, flaumig behaarten Blattstiel. Die Blattspreite ist länglich-lanzettlich, 3 bis 4 Zentimeter lang und etwa 1 Zentimeter breit. Der Blattrand ist ganzrandig, die Blattbasis keilförmig-gerundet bis gerundet, das Blattende spitz. Die Blattoberseite ist spärlich zottig behaart, die Unterseite flaumig behaart. Es werden 10 seitliche Nerven auf jeder Seite der Mittelader gebildet.
Die männlichen Blütenstände sind 2,5 bis 3 selten bis 4 Zentimeter lange Kätzchen. Der Blütenstandsstiel ist kurz und trägt ein oder zwei beschuppte, kleine Blätter. Die Tragblätter sind länglich oder elliptisch, flaumig behaart und bewimpert und etwa halb so lang wie die Staubfäden. Männliche Blüten haben eine kurz-zylindrische adaxiale Nektardrüse. Es werden zwei freistehende Staubblätter gebildet, die Staubfäden sind nahe der Basis fein behaart. Die weiblichen Kätzchen sind etwa 3 Zentimeter, bei Fruchtreife 6 bis 8 Zentimeter lang und haben einen Durchmesser von etwa 1,5 Zentimeter. Der Blütenstandsstiel ist etwa 1,5 Zentimeter lang und trägt zwei oder drei kleine Blätter. Die Tragblätter gleichen denen der männlichen Blütenstände. Weibliche Blüten haben eine adaxiale Nektardrüse. Der Fruchtknoten ist schmal-eiförmig, fein behaart und lang gestielt, der Griffel ist kurz, die Narbe vierfach gelappt. Die Früchte sind leicht fein behaarte Kapseln.

## Verbreitung und Ökologie
Das natürliche Verbreitungsgebiet liegt auf Taiwan. Dort wächst die Art auf offenen Flächen und in der Nähe von Flüssen in Höhen von 2000 bis 2800 Metern.

## Systematik
Salix doii ist eine Art aus der Gattung der Weiden (Salix) in der Familie der Weidengewächse (Salicaceae). Dort wird sie der Sektion Fulvopubescentes zugeordnet. Sie wurde 1915 von Hayata Bunzō wissenschaftlich beschrieben. Synonyme der Art sind Salix eriostroma Hayata, Salix fulvopubescens var. doii  (Hayata) K.C. Yang & T.C. Huang und Salix morii Hayata.